# Heleno de Freitas
Heleno de Freitas (* 12. Dezember 1920 in São João Nepomuceno, Minas Gerais; † 8. November 1959 in Barbacena) war ein brasilianischer Fußballer. 
Der 1,82 Meter große Stürmer spielte fast seine ganze Karriere für Botafogo FR in Rio de Janeiro und soll in 235 Spielen erzielte 209 Tore für den Klub erzielt haben, die meisten davon mit dem Kopf. Heleno galt als eines der größten brasilianischen Talente, bevor Pelé die Bühne betrat. Er galt als Lebemann und Hitzkopf.

## Leben
Heleno entstammt als Sohn eines Plantagenbesitzers der reichen, weißen Oberschicht und hatte einen Doktor im Bereich des Rechts. Sein fußballerisches Talent wurde beim Spielen am Strand entdeckt. Auf dem Spielfeld tat er Dinge, die sie noch nie gesehen haben, nicht mal in Brasilien. Einmal stoppt er den Ball mit der Brust, 20 Meter vor dem Tor, ließ sich ins Hohlkreuz fallen und lief dann, den Ball unerreichbar auf dem Botafogo-Stern balancierend, bis ins Tor.
Während Heleno mit Botafogos weißen Stern auf schwarzer Brust der Staatsmeisterschaft von Rio de Janeiro, der Carioca, hinterherhetzte, die alle von ihm erwarten, mit der es aber nicht klappen wollte, hatte er längst das viel größere Ziel im Sinn. Das Maracanã, das größte Stadion der Welt, das die Stadtväter für die Fußball-Weltmeisterschaft 1950 bauen ließen und seine Finalteilnahme in dem Stadion. Er prahlte damit, dass dieses seine Weltmeisterschaft werden würde. Aufgrund seiner Fähigkeiten ließen die Verantwortlichen von Botafogo dem Spieler seine Eskapaden außerhalb des Spielfeldes und die wüsten Beleidigungen der Kollegen durchgehen. Es war allgemein bekannt, dass Heleno immer Äther bei sich trug und nutzte, Alkohol trank und nahezu jeden Abend im Nachtleben von Rio unterwegs war. Er sah seine Mitspieler als Neider an, welche ihm Ruhm, Geld und Bildung vorwerfen würden. Entsprechend setzte er sich für auf dem Spielfeld nicht ein, wenn dieses schlecht spielten.
Als Heleno einen entscheidenden Elfmeter verschoss, der Botafogo die Meisterschaft kostete. 1946 begannen die Fans von Botafogo ihn Gilda, nach dem gleichnamigen Film mit Rita Hayworth, zu rufen. Sie wollten den Spieler, der Stolz auf seine Männlichkeit war, damit provozieren, in dem sie ihm unterstellen, eine Drama Queen zu sein. 1948 wurde er an den Boca Juniors nach Buenos Aires (Argentinien) verkauft. Ohne Heleno konnte Botafogo in dem Jahr die Staatsmeisterschaft gewinnen.
In Argentinien erschien Heleno zum Training im langen Wintermantel, weil ihm so kalt war. Frau und Kind hat er daheim gelassen, der Einsamkeit begegnet er mit neuen Exzessen. In Buenos Aires verkehrte er in den besten Kreisen, machte auch Bekanntschaft mit Evita Peron. Bei der Heimkehr ein Jahr später hat ihn seine Frau verlassen, für einen Teamkollegen, seinen besten Freund. In einer Frustreaktion wollte er sein Apartment und in Rios berühmtestes Hotel, das Copacabana Palace, umziehen. Stattdessen schoss er sich im Rausch erst selbst in den Fuß, er wollte wie John Wayne ein Streichholz zwischen seinen Zehen treffen.
Trotzdem fand er 1949 ein neues Engagement in der Stadt. Heleno unterzeichnete beim CR Vasco da Gama. Hier gelang ihm 1950 endlich der Gewinn der Staatsmeisterschaft. Durch seine Kapriolen hatte er mittlerweile seinen Platz in der Nationalmannschaft verspielt und wurde von Nationaltrainer Flávio Costa nicht zur Weltmeisterschaft berufen.
Nach dem Gewinn der Staatsmeisterschaft ging Heleno 1950 nach Kolumbien zu Atlético Junior und 1951 zum FC Santos und America FC (RJ). Bei América unterschrieb er wieder ärztlichen Rates. Diese hatten ihm geraten mit dem trinken und rauchen aufzuhören und aufgrund seiner Syphilis auch mit dem Sport. Am 4. November 1951 läuft Heleno in das riesige Oval des Maracanã, als Spieler des América FC und nicht der Nationalmannschaft. Nicht für sein erträumtes WM-Finale, sondern nur für ein Spiel in der Staatsmeisterschaft. Ein Bild von diesem Tag, zeigt einen Mann mit aufgedunsenem Gesicht und Doppelkinn. Und grotesk verzerrtem Lächeln. Nach 25 Minuten ist alles vorbei. Heleno fliegt wegen Beleidigung vom Platz. Das Jornal dos Sports schrieb daraufhin: „Nur noch ein Fall fürs Hospiz“.
Nach dem Desaster von Maracanã fällt alles zusammen. Mit dem Fußball ist es vorbei. Zwei Jahre lang kommt Heleno, schon schwerkrank und immer wirrer, bei seinem Bruder Heraldo unter, spielt manisch Backgammon gegen dessen Kinder. Gewinnen lässt er sie nicht. Spät in den schlaflosen Nächten schleicht er dann in ihre Zimmer und zieht ihnen die Decken zurecht. Ganz am Ende, in seinem kargen Zimmer in dem gekalkten Bau an der Avenida São Sebastião, ist Heleno de Freitas, der einstige Superstar, nur noch ein hagerer Mann mit strähnigen Haaren und starrem Blick, ein Skelett von 30 Kilo, mit nur noch einem Zahn im Mund. Ein knapp 40-Jähriger im Körper eines 80-Jährigen. Er starb 1959 in einem Sanatorium in Barbacena.

## Nationalmannschaft
Sein erstes Spiel für die Brasilianische Fußballnationalmannschaft bestritt Heleno am 18. Mai 1944. In einem Freundschaftsspiel gegen Uruguay im Estádio do Pacaembu wurde er für Isaías eingewechselt. Bei dem 4:0-Erfolg erzielte er mit dem 2:0 sein erstes Tor.
Bei der Copa Río Branco 1948 bestritt er beim 1:1 gegen Uruguay sein letztes Spiel.
Für die brasilianische Fußballnationalmannschaft erzielte Heleno de Freitas 14 Treffer in 18 Spielen.
Bestrittene Länderspiele (Spiele / Tore):
- Campeonato Sudamericano 1945: 5 / 7
- Campeonato Sudamericano 1946: 5 / 3
- Copa Roca 1945: 2 / 2
- Copa Río Branco 1946: 2 / 0
- Copa Río Branco 1947: 2 / 1
- Copa Río Branco 1948: 1 / 0
- Freundschaftsspiele 1940: 1 / 1

## Erfolge
Nationalmannschaft
- Copa Roca: 1945
- Copa Río Branco: 1947
- Copa América Vizemeister: 1945, 1946

Auswahlmannschaft von Rio de Janeiro
- Campeonato Brasileiro de Seleções Estaduais: 1944, 1946

Botafogo
- Torneio Início do Campeonato Carioca: 1947

Vasco da Gama
- Staatsmeisterschaft von Rio de Janeiro: 1950

## Familie
Über seinen Bruder Heraldo ist Heleno verwandet mit der Volleyballspielerin Helenize de Freitas und der Schwimmerin Herilene de Freitas, deren Onkel er ist. Der Volleyball- und Fußballtrainer sowie Funktionär Bebeto de Freitas war sein Cousin.